# Världscupen i skidskytte 2006/2007
Världscupen i skidskytte 2006/2007 anordnades på åtta olika orter runtom i världen under perioden 29 november 2006-18 mars 2007. IBU var arrangör. Slutsegrare blev på herrsidan Michael Greis, Tyskland och på damsidan Andrea Henkel, Tyskland.

## Kalender

### Herrar
| Datum                                          | Plats                    | Distans      | 1                          | 2                           | 3                               |
| 30 november 2006                               | Sverige Östersund        | 20 kilometer | Ole Einar Bjørndalen Norge | Andreas Birnbacher Tyskland | Michael Greis Tyskland          |
| 2 december 2006                                | Sverige Östersund        | Sprint       | Ole Einar Bjørndalen Norge | Andreas Birnbacher Tyskland | Michael Greis Tyskland          |
| 3 december 2006                                | Sverige Östersund        | Jaktstart    | Ole Einar Bjørndalen Norge | Dmitrij Jarosjenko Ryssland | Raphaël Poirée Frankrike        |
| 8 december 2006                                | Österrike Hochfilzen     | Sprint       | Ole Einar Bjørndalen Norge | Michael Greis Tyskland      | Matthias Simmen Schweiz         |
| 9 december 2006                                | Österrike Hochfilzen     | Jaktstart    | Ole Einar Bjørndalen Norge | Dmitrij Jarosjenko Ryssland | Ivan Tjeresov Ryssland          |
| 14 december 2006                               | Österrike Hochfilzen     | Sprint       | Michael Greis Tyskland     | Maksim Tjudov Ryssland      | Björn Ferry Sverige             |
| 16 december 2006                               | Österrike Hochfilzen     | Sprint       | Raphaël Poirée Frankrike   | Michael Rösch Tyskland      | Sven Fischer Tyskland           |
| 6 januari 2007                                 | Tyskland Oberhof         | Sprint       | Nikolaj Kruglov Ryssland   | Michael Greis Tyskland      | Rene Laurent Vuillermoz Italien |
| 7 januari 2007                                 | Tyskland Oberhof         | Jaktstart    | Nikolaj Kruglov Ryssland   | Dmitrij Jarosjenko Ryssland | Maksim Tjudov Ryssland          |
| 13 januari 2007                                | Tyskland Ruhpolding      | Sprint       | Ole Einar Bjørndalen Norge | Halvard Hanevold Norge      | Emil Hegle Svendsen Norge       |
| 14 januari 2007                                | Tyskland Ruhpolding      | Masstart     | Ole Einar Bjørndalen Norge | Emil Hegle Svendsen Norge   | Christoph Sumann Österrike      |
| 18 januari 2007                                | Slovenien Pokljuka       | Sprint       | Alexander Wolf Tyskland    | Björn Ferry Sverige         | Emil Hegle Svendsen Norge       |
| 20 januari 2007                                | Slovenien Pokljuka       | Jaktstart    | Christoph Sumann Österrike | Alexander Wolf Tyskland     | Vincent Defrasne Frankrike      |
| 21 januari 2007                                | Slovenien Pokljuka       | Masstart     | Christoph Sumann Österrike | Vincent Defrasne Frankrike  | Andreas Birnbacher Tyskland     |
| VM 2007 (3 - 11 februari, ingår i världscupen) |                          |              |                            |                             |                                 |
| 3 februari 2007                                | Italien Antholz          | Sprint       | Ole Einar Bjørndalen Norge | Michal Šlesingr Tjeckien    | Andrij Deryzemlja Ukraina       |
| 4 februari 2007                                | Italien Antholz          | Jaktstart    | Ole Einar Bjørndalen Norge | Maksim Tjudov Ryssland      | Vincent Defrasne Frankrike      |
| 6 februari 2007                                | Italien Antholz          | 20 kilometer | Raphaël Poirée Frankrike   | Michael Greis Tyskland      | Michal Šlesingr Tjeckien        |
| 11 februari 2007                               | Italien Antholz          | Masstart     | Michael Greis Tyskland     | Andreas Birnbacher Tyskland | Raphaël Poirée Frankrike        |
|                                                |                          |              |                            |                             |                                 |
| 1 mars 2007                                    | Finland Lahtis           | 20 km        | Raphaël Poirée Frankrike   | Simon Fourcade Frankrike    | Alexander Wolf Tyskland         |
| 3 mars 2007                                    | Finland Lahtis           | Sprint       | Raphaël Poirée Frankrike   | Alexander Os Norge          | Hans Martin Gjedrem Norge       |
| 4 mars 2007                                    | Finland Lahtis           | Jaktstart    | Raphaël Poirée Frankrike   | Michael Greis Tyskland      | Sven Fischer Tyskland           |
| 8 mars 2007                                    | Norge Oslo               | Sprint       | Raphaël Poirée Frankrike   | Michael Greis Tyskland      | Dmitrij Jarosjenko Ryssland     |
| 10 mars 2007                                   | Norge Oslo               | Jaktstart    | Ole Einar Bjørndalen Norge | Raphaël Poirée Frankrike    | Michael Greis Tyskland          |
| 11 mars 2007                                   | Norge Oslo               | Masstart     | Ole Einar Bjørndalen Norge | Raphaël Poirée Frankrike    | Sven Fischer Tyskland           |
| 15 mars 2007                                   | Ryssland Chanty-Mansijsk | Sprint       | Michael Rösch Tyskland     | Maksim Tjudov Ryssland      | Andrej Makovejev Ryssland       |
| 17 mars 2007                                   | Ryssland Chanty-Mansijsk | Jaktstart    | Maxim Tjudov Ryssland      | Björn Ferry Sverige         | Stian Eckhoff Norge             |
| 18 mars 2007                                   | Ryssland Chanty-Mansijsk | Masstart     | Ivan Tjeresov Ryssland     | Michael Greis Tyskland      | Sven Fischer Tyskland           |

Stafetter
| Datum            | Plats                | Distans | 1                                                                              | 2                                                                       | 3                                                                           |
| 10 december 2006 | Österrike Hochfilzen | Stafett | Ryssland Ivan Tjeresov Dmitrij Jarosjenko Maksim Tjudov Sergej Rozjkov         | Tyskland Michael Rösch Alexander Wolf Sven Fischer Andreas Birnbacher   | Frankrike Julien Robert Vincent Desfrasne Ferréol Cannard Raphaël Poirée    |
| 17 december 2006 | Österrike Hochfilzen | Stafett | Norge Emil Hegle Svendsen Frode Andresen Lars Berger Halvard Hanevold          | Ryssland Ivan Tjeresov Maksim Tjudov Dmitrij Jarosjenko Nikolaj Kruglov | Tyskland Ricco Gross Michael Rösch Sven Fischer Michael Greis               |
| 4 januari 2007   | Tyskland Oberhof     | Stafett | Ryssland Ivan Tjeresov Maksim Tjudov Dmitrij Jarosjenko Nikolaj Kruglov        | Tyskland Michael Rösch Sven Fischer Andreas Birnbacher Michael Greis    | Norge Ole Einar Bjørndalen Lars Berger Emil Hegle Svendsen Halvard Hanevold |
| 11 januari 2007  | Tyskland Ruhpolding  | Stafett | Norge Emil Hegle Svendsen Halvard Hanevold Frode Andresen Ole Einar Bjørndalen | Ryssland Ivan Tjeresov Maksim Tjudov Dmitrij Jarosjenko Nikolaj Kruglov | Tyskland Ricco Gross Michael Rösch Andreas Birnbacher Alexander Wolf        |

bbbb

### Damer
| Datum                                          | Plats                    | Distans      | 1                           | 2                                 | 3                                 |
| 29 november 2006                               | Sverige Östersund        | 15 kilometer | Irina Malgina Ryssland      | Liv Kjersti Eikeland Norge        | Zina Kocher Kanada                |
| 1 december 2006                                | Sverige Östersund        | Sprint       | Magdalena Gwizdon Polen     | Kati Wilhelm Tyskland             | Martina Glagow Tyskland           |
| 3 december 2006                                | Sverige Östersund        | Jaktstart    | Linda Grubben Norge         | Anna Carin Olofsson Sverige       | Magdalena Gwizdon Polen           |
| 8 december 2006                                | Österrike Hochfilzen     | Sprint       | Andrea Henkel Tyskland      | Magdalena Gwizdon Polen           | Kong Yingchao Kina                |
| 9 december 2006                                | Österrike Hochfilzen     | Jaktstart    | Andrea Henkel Tyskland      | Linda Grubben Norge               | Anna Carin Olofsson Sverige       |
| 13 december 2006                               | Österrike Hochfilzen     | 15 kilometer | Andrea Henkel Tyskland      | Martina Glagow Tyskland           | Oksana Chvostenko Ukraina         |
| 15 december 2006                               | Österrike Hochfilzen     | Sprint       | Anna Carin Olofsson Sverige | Sandrine Bailly Frankrike         | Andrea Henkel Tyskland            |
| 5 januari 2007                                 | Tyskland Oberhof         | Sprint       | Magdalena Neuner Tyskland   | Andrea Henkel Tyskland            | Martina Glagow Tyskland           |
| 7 januari 2007                                 | Tyskland Oberhof         | Jaktstart    | Linda Grubben Norge         | Sandrine Bailly Frankrike         | Magdalena Neuner Tyskland         |
| 12 januari 2007                                | Tyskland Ruhpolding      | Sprint       | Sandrine Bailly Frankrike   | Anna Carin Olofsson Sverige       | Florence Baverel-Robert Frankrike |
| 14 januari 2007                                | Tyskland Ruhpolding      | Masstart     | Anna Carin Olofsson Sverige | Kati Wilhelm Tyskland             | Linda Grubben Norge               |
| 17 januari 2007                                | Slovenien Pokljuka       | Sprint       | Anna Carin Olofsson Sverige | Tatjana Moisejeva Ryssland        | Kati Wilhelm Tyskland             |
| 19 januari 2007                                | Slovenien Pokljuka       | Jaktstart    | Kati Wilhelm Tyskland       | Tatjana Moisejeva Ryssland        | Natalja Sokolova Belarus          |
| 21 januari 2007                                | Slovenien Pokljuka       | Masstart     | Oksana Chvostenko Ukraina   | Kati Wilhelm Tyskland             | Tadeja Brankovič Slovenien        |
| VM 2007 (3 - 10 februari, ingår i världscupen) |                          |              |                             |                                   |                                   |
| 3 februari 2007                                | Italien Antholz          | Sprint       | Magdalena Neuner Tyskland   | Anna Carin Olofsson Sverige       | Natalja Guseva Ryssland           |
| 4 februari 2007                                | Italien Antholz          | Jaktstart    | Magdalena Neuner Tyskland   | Linda Grubben Norge               | Anna Carin Olofsson Sverige       |
| 7 februari 2007                                | Italien Antholz          | 15 kilometer | Linda Grubben Norge         | Florence Baverel-Robert Frankrike | Martina Glagow Tyskland           |
| 10 februari 2007                               | Italien Antholz          | Masstart     | Andrea Henkel Tyskland      | Martina Glagow Tyskland           | Kati Wilhelm Tyskland             |
|                                                |                          |              |                             |                                   |                                   |
| 28 februari 2007                               | Finland Lahtis           | 15 kilometer | Andrea Henkel Tyskland      | Florence Baverel-Robert Frankrike | Kati Wilhelm Tyskland             |
| 2 mars 2007                                    | Finland Lahtis           | Sprint       | Martina Glagow Tyskland     | Kati Wilhelm Tyskland             | Jekaterina Jurjeva Ryssland       |
| 4 mars 2007                                    | Finland Lahtis           | Jaktstart    | Martina Glagow Tyskland     | Kati Wilhelm Tyskland             | Kathrin Hitzer Tyskland           |
| 8 mars 2007                                    | Norge Oslo               | Sprint       | Andrea Henkel Tyskland      | Jekaterina Jurjeva Ryssland       | Magdalena Neuner Tyskland         |
| 10 mars 2007                                   | Norge Oslo               | Jaktstart    | Magdalena Neuner Tyskland   | Andrea Henkel Tyskland            | Kati Wilhelm Tyskland             |
| 11 mars 2007                                   | Norge Oslo               | Masstart     | Magdalena Neuner Tyskland   | Kathrin Hitzer Tyskland           | Jekaterina Jurjeva Ryssland       |
| 15 mars 2007                                   | Ryssland Chanty-Mansijsk | Sprint       | Magdalena Neuner Tyskland   | Andrea Henkel Tyskland            | Anna Carin Olofsson Sverige       |
| 17 mars 2007                                   | Ryssland Chanty-Mansijsk | Sprint       | Magdalena Neuner Tyskland   | Anna Carin Olofsson Sverige       | Andrea Henkel Tyskland            |
| 18 mars 2007                                   | Ryssland Chanty-Mansijsk | Masstart     | Helena Jonsson Sverige      | Oksana Chvostenko Ukraina         | Kathrin Hitzer Tyskland           |

Stafetter
| Datum            | Plats                | Distans | 1                                                                                 | 2                                                                              | 3                                                                                 |
| 10 december 2006 | Österrike Hochfilzen | Stafett | Ryssland Anna Bogalij-Titovets Olga Anisimova Irina Malgina Natalija Guseva       | Tyskland Martina Glagow Andrea Henkel Magdalena Neuner Kati Wilhelm            | Norge Tora Berger Ann Kristin Flatland Jori Mørkve Linda Grubben                  |
| 17 december 2006 | Österrike Hochfilzen | Stafett | Frankrike Florence Baverel-Robert Delphyne Peretto Sylvie Becaert Sandrine Bailly | Ryssland Anna Bogalij-Titovets Tatjana Moisejeva Anna Bolygina Natalija Guseva | Kina Xue Dong Yingchao Kong Qiao Yin Xianying Liu                                 |
| 3 januari 2007   | Tyskland Oberhof     | Stafett | Frankrike Florence Baverel-Robert Delphyne Peretto Sylvie Becaert Sandrine Bailly | Tyskland Martina Glagow Andrea Henkel Kathrin Hitzer Kati Wilhelm              | Kina Yingchao Kong Xue Dong Qiao Yin Xianying Liu                                 |
| 10 januari 2007  | Tyskland Ruhpolding  | Stafett | Ryssland Anna Bogalij-Titovets Olga Anisimova Irina Malgina Natalija Guseva       | Tyskland Kathrin Hitzer Magdalena Neuner Simone Denkinger Kati Wilhelm         | Frankrike Florence Baverel-Robert Delphyne Peretto Sylvie Becaert Sandrine Bailly |

## Sammanlagt herrar
| Plats | Tävlande                    | 1  | 2  | 3  | 4  | 5  | 6  | 7  | 8  | 9  | 10 | 11 | 12 | 13 | 14 | 15 | 16 | 17 | 18 | 19 | 20 | 21 | 22 | 23 | 24 | 25 | 26 | 27 | Pts |
| ----- | --------------------------- | -- | -- | -- | -- | -- | -- | -- | -- | -- | -- | -- | -- | -- | -- | -- | -- | -- | -- | -- | -- | -- | -- | -- | -- | -- | -- | -- | --- |
| 1     | Michael Greis Tyskland      | 43 | 43 | 28 | 46 | 20 | 50 | 28 | 46 | 16 | 1  | 28 | 22 | 16 | 11 | 12 | 22 | 46 | 50 | 30 | 37 | 46 | 46 | 43 | 0  | 15 | 15 | 46 | 794 |
| 2     | Ole Einar Bjørndalen Norge  | 50 | 50 | 50 | 50 | 50 | —  | —  | 1  | 37 | 50 | 50 | —  | —  | —  | 50 | 50 | 0  | 40 | —  | —  | —  | 40 | 50 | 50 | 0  | 28 | 40 | 736 |
| 3     | Raphaël Poirée Frankrike    | 32 | 26 | 43 | 0  | —  | 20 | 50 | —  | —  | 40 | 30 | 0  | –  | 28 | 30 | 34 | 50 | 43 | 50 | 50 | 50 | 50 | 46 | 46 | —  | —  | —  | 709 |
| 4     | Ivan Tjeresov Ryssland      | 34 | 32 | 18 | 37 | 43 | 0  | 30 | 40 | 22 | 34 | 40 | 8  | 20 | 4  | 9  | 28 | 34 | 15 | 7  | 14 | 37 | 37 | 40 | 40 | 0  | 0  | 50 | 673 |
| 5     | Dmitrij Jarosjenko Ryssland | 20 | 46 | 46 | 34 | 46 | –  | 14 | 37 | 46 | 11 | 7  | 10 | 34 | 14 | 4  | 30 | 18 | —  | —  | 34 | 32 | 43 | 37 | 0  | 12 | 10 | 34 | 619 |
| 6     | Sven Fischer Tyskland       | 24 | 30 | 15 | 14 | 34 | 34 | 43 | 0  | —  | 0  | 13 | 34 | 32 | —  | 0  | 14 | 11 | 37 | 22 | 34 | 43 | 12 | 28 | 43 | 34 | 24 | 43 | 618 |

## Sammanlagt damer
| Plats | Tävlande                          | 1  | 2  | 3  | 4  | 5  | 6  | 7  | 8  | 9  | 10 | 11 | 12 | 13 | 14 | 15 | 16 | 17 | 18 | 19 | 20 | 21 | 22 | 23 | 24 | 25 | 26 | 27 | Pts |
| ----- | --------------------------------- | -- | -- | -- | -- | -- | -- | -- | -- | -- | -- | -- | -- | -- | -- | -- | -- | -- | -- | -- | -- | -- | -- | -- | -- | -- | -- | -- | --- |
| 1     | Andrea Henkel Tyskland            | 40 | 30 | 34 | 50 | 50 | 50 | 43 | 46 | 28 | —  | —  | —  | —  | 24 | 8  | 26 | 34 | 50 | 50 | 40 | 40 | 50 | 46 | 26 | 46 | 43 | 16 | 870 |
| 2     | Kati Wilhelm Tyskland             | 8  | 46 | 40 | 40 | 40 | 24 | 32 | 28 | 37 | 26 | 46 | 53 | 40 | 46 | 32 | 28 | 0  | 43 | 43 | 46 | 46 | 12 | 43 | 34 | 24 | 11 | 14 | 863 |
| 3     | Anna Carin Olofsson Sverige       | 11 | 24 | 46 | 26 | 43 | 34 | 50 | 26 | 26 | 46 | 50 | 50 | 37 | 34 | 46 | 43 | 37 | —  | 40 | 18 | 22 | 40 | 5  | 22 | 43 | 46 | 11 | 860 |
| 4     | Magdalena Neuner Tyskland         | 0  | 16 | 32 | 4  | 30 | —  | 28 | 50 | 43 | 15 | 16 | 26 | 28 | —  | 50 | 50 | —  | 18 | 34 | 7  | 0  | 43 | 50 | 50 | 50 | 50 | 30 | 720 |
| 5     | Florence Baverel-Robert Frankrike | 12 | 0  | —  | 9  | 5  | 0  | 2  | 32 | 24 | 43 | 37 | 40 | 32 | 30 | 10 | 34 | 46 | 26 | 46 | 26 | 34 | 32 | 28 | 32 | 34 | 37 | 20 | 671 |
| 6     | Linda Grubben Norge               | 18 | 34 | 50 | 30 | 46 | —  | —  | 40 | 50 | 34 | 43 | 34 | 40 | —  | 13 | 46 | 50 | —  | —  | —  | —  | —  | —  | —  | —  | —  | —  | 562 |

### Fotnoter
1. ↑  ”Events 2006/2007” (på engelska). Ukrainas skidskytteförbund. http://www.biathlon.com.ua/calendar.php?lang=eng&id=71. Läst 11 september 2017.
2. 1 2 3 4 5 6  På grund av varmt väder och snöbrist flyttades tävlingen från Osrblie i Slovakien till Hochfilzen i Österrike.